# Motorola 68010

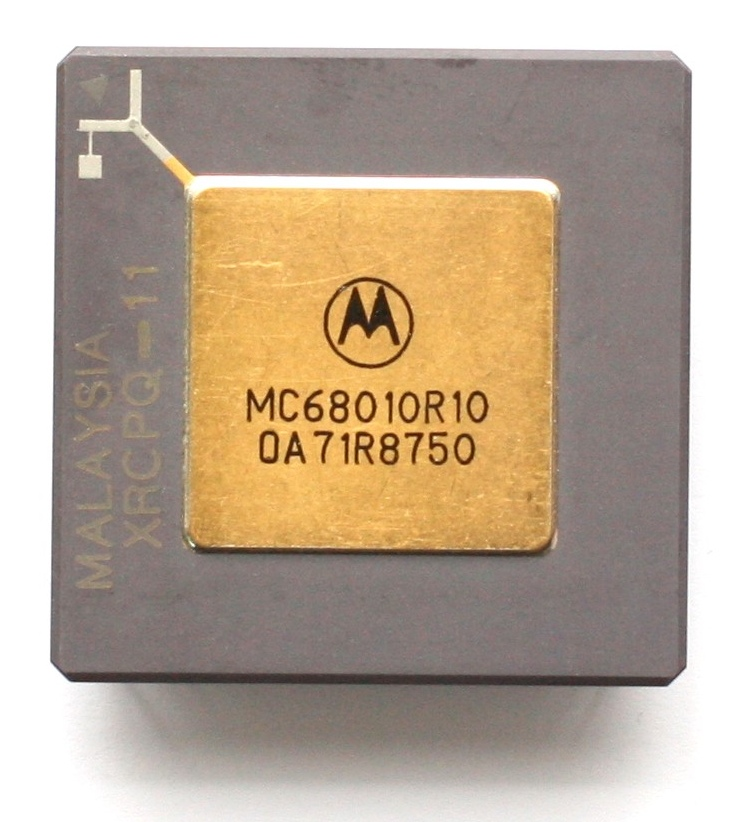
Motorola 68010 im PGA-Gehäuse

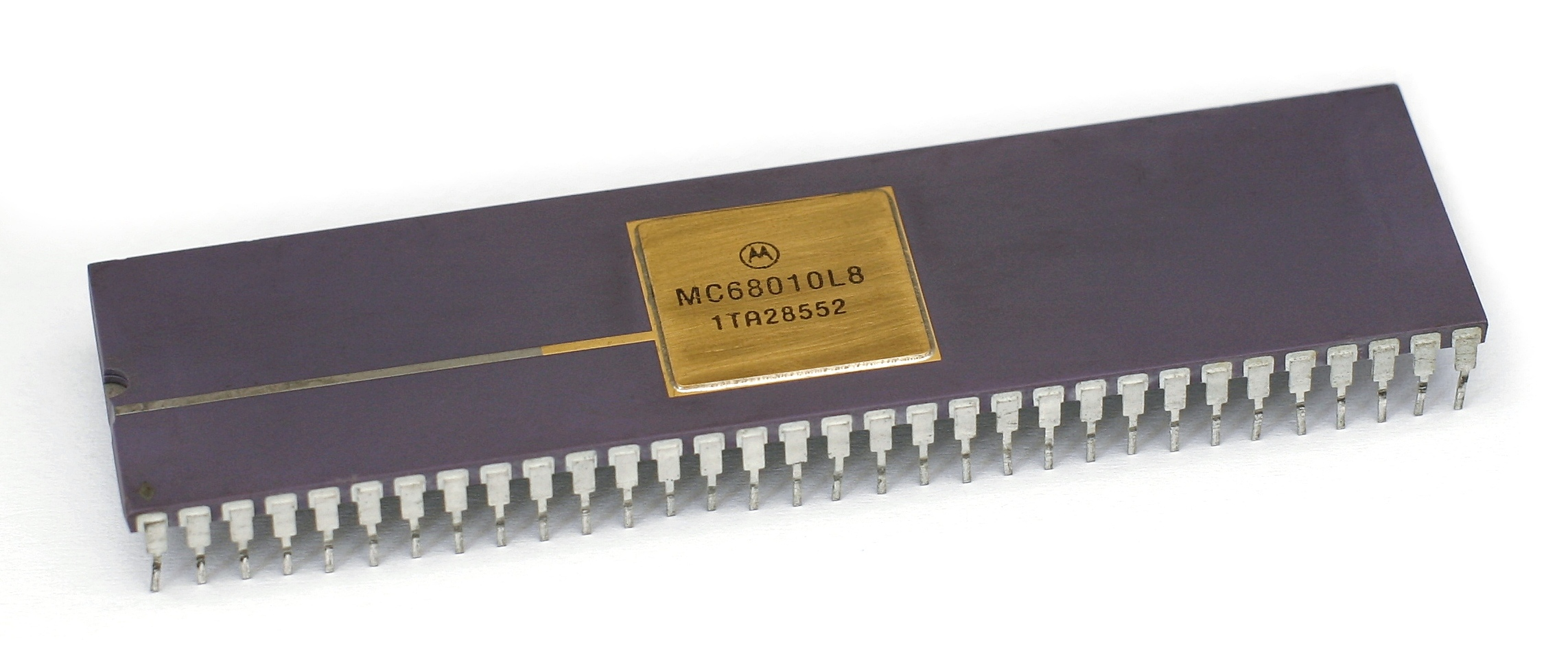
Motorola 68010 in der DIP-Version

Der 68010 (auch MC68010) ist ein vom Hersteller Motorola (heute NXP) im Jahre 1983 auf den Markt gebrachter Mikroprozessor.

## Architektur
Gegenüber seinem Vorgängermodell – dem 68000 – bietet er einen geringfügig erweiterten Befehlssatz, das Konzept der virtuellen Speicherverwaltung (was die direkte Adressierung eines größeren Adressraums ermöglicht) und realisiert konsequent die Möglichkeit zum Betrieb einer virtuellen Maschine. Ebenso wurde die Befehlsausführung beschleunigt, indem für bestimmte Operationen weniger Taktzyklen benötigt werden.
Neben drei zusätzlichen Supervisor-Registern kann der MC68010 mittels eines Befehlscache zudem in einen Loop-Modus gebracht werden, während dessen der Prozessor lediglich Schreib-/Leseoperationen auf den Operanden ausführt. Die Leistung steigerte sich gegenüber dem pinkompatiblen MC68000 bei gleicher Taktung um 5 bis 10 %. Der Prozessor wurde in Taktraten von 8–16,67 MHz angeboten. Gefertigt wurde der 68010 in den Gehäusetypen PGA, DIP und LCC, auch von den Unternehmen Signetics und Toshiba bis ca. 1995.

## Verwendung
Der MC68010 fand in verhältnismäßig wenigen Rechnern (z. B. dem HP 9000 model 310, der SUN 2/170) Verwendung. Besitzer von Amiga- und Atari-Computern und anderen mit 68000-Prozessor ausgestatteten Geräten verwendeten den 68010 gelegentlich zur Beschleunigung ihres Systems sowie zur Ausführung von speziellen Systemerweiterungen.